# Euphoresia annae
Euphoresia annae är en skalbaggsart som beskrevs av Louis Burgeon 1942. Euphoresia annae ingår i släktet Euphoresia och familjen Melolonthidae. Inga underarter finns listade i Catalogue of Life.